# Canto Cumulus
Canto Cumulus ist eine Digital-Asset-Management-Software des deutsch-amerikanischen Unternehmens Canto. Das in erster Linie in Agenturen, Unternehmen und Behörden eingesetzte System dient zur Archivierung, Organisation und Distribution von Mediendateien innerhalb einer Netzwerk-Infrastruktur. Besonderer Fokus liegt auf der Einbindung in verschiedene Drittsysteme wie Redaktionssysteme, SAP oder Produktinformationsmanagement-Systeme.

## Entwicklung

### Geschichte
Cumulus entstand 1992 als Ergänzung zur mittlerweile eingestellten Flachbettscanner-Software „Cirrus“, um die gescannten Dokumente und Bilder auf dem Apple Macintosh zu organisieren. Die Software war eines der ersten kommerziellen Programme, das auf CD-ROM ausgeliefert wurde. Zu den wichtigsten Funktionen von Cumulus 1.0 gehörten die Suchfunktion, automatisch generierte Vorschaubilder und die Unterstützung des AppleTalk-Peer-to-Peer-Netzwerkes.
Im Laufe der Jahre wurde Cumulus um verschiedene Funktionen ergänzt. Cumulus 2.5 brachte die Unterstützung für insgesamt fünf Sprachen. 1995 stellte Canto die Scanner-Software „Cirrus“ ein, um sich auf die Entwicklung von Cumulus zu konzentrieren. Cumulus 3 brachte 1996 zum ersten Mal eine Server-Version und die Möglichkeit, über den „Web Publisher“ Dateien über das Internet zu verbreiten.
Da Apple Cumulus 3 mit ihrem „Workgroup Server“ als Bundle anbot, wurde Cumulus eines der führenden Digital-Asset-Management-Systeme auf dem Macintosh. 1998 jedoch löste Canto die Fokussierung auf Apple auf: Cumulus 4 erschien als Server für Mac, Windows, Solaris, Linux und IRIX; mit einem Client für Windows- und Mac-Systeme. Die Unterstützung für Solaris wurde später wieder eingestellt.
In der weiteren Entwicklung führte Canto im Jahr 2000 mit Cumulus 5 eine eigene API ein, um Cumulus als Organisationssystem für Mediendateien mit anderen Programmen zu verbinden. Die mit Version 5.5. eingeführte Komponente „Internet Client Pro“ ermöglichte den Zugriff auf die Inhalte über das Web.
Mit Cumulus 6 wurde der Funktionsumfang für die professionelle Anwendung durch eine LDAP-Unterstützung und eine neue Anmelde-API erweitert. Außerdem wurde 2005 die Einzelplatzversion zwischenzeitlich aufgegeben und an die Firma MediaDex mit Sitz in Dubai lizenziert. Seit 2009 trägt die Einzelplatzversion wieder den Namen „Cumulus“ und wurde in der Version 8 (MediaDex 1 und 2 wären demnach die Versionen 7 bzw. 7.5) von Canto-Reseller CDS Gromke vertrieben.
Sukzessive entwickelte sich Canto zu einem System auch für größere Firmennetzwerke. Cumulus 7 unterstützte zum ersten Mal Kataloge mit einer Gesamtgröße von bis zu einem Terabyte. Außerdem wurde die PDF-Funktionalität um Funktionen wie automatisch eingefügte Wasserzeichen ergänzt.
Im Mai 2009 erschien Cumulus 8 mit einer neuen Kern-Architektur in zwei Versionen, „Entry“ für Workgroups und „Complete“ für Unternehmen. Der neue Webclient ersetzte den „Internet Client Pro“ und im März 2010 veröffentlichte Canto die Erweiterung „Cumulus Sites“, die den „Web Publisher Pro“ ersetzte.
Version 9 wurde im September 2013 veröffentlicht und enthielt einen überarbeiteten Webclient, eine Cloud-Computing-basierte Video-Management-Funktion sowie erweiterte Berichte und Statistiken zur Verwendung von Assets.
Ebenfalls neu hinzugekommen waren die neuen Upload-Links, über die auch externe Benutzer Daten einpflegen können.
Im Juli 2015 wurde mit Cumulus X die 10. Version veröffentlicht, die sich vor allem durch eine bessere Unterstützung mobiler Endgeräte auszeichnet. Die Version enthielt eine überarbeitete App für iOS-Geräte und ein neues Portal zur Datei-Distribution. Außerdem wurde die eigene API weiterentwickelt, die laut Hersteller nun mehr Möglichkeiten für die Integration mit Drittsystemen bietet.
Das Update auf Cumulus 10.1 im Januar 2016 beinhaltete erstmals den „Cumulus InDesign Client“, ein Plug-in für Adobe InDesign, das den direkten Zugriff auf Kataloge über die Arbeitsoberfläche von InDesign bietet. Die im September desselben Jahres vorgestellte Version 10.2 führte die Erweiterung „Media Delivery Cloud“ ein, mit der Medieninhalte über ein Content Delivery Network basierend auf Amazon Web Services bereitgestellt werden können.

### Produktüberblick
Als Digital-Asset-Management-Software hat Cumulus das Ziel, den kompletten Verwendungszyklus einer Datei abzudecken. Dieser beginnt mit der Katalogisierung der Datei per Upload in das Archiv, bei der Cumulus versucht, möglichst viele Informationen über die Datei aus den Metadaten zu übernehmen. Bei Bild- oder Fotodateien sind das typischerweise Exif- und IPTC-Daten. Cumulus bietet aber auch Möglichkeiten zum Import von Informationen aus anderen Dateiformaten wie etwa PDF oder den Formaten für Microsoft Office und kann die Daten in den Formaten PowerPoint, Quicktime, QuarkXPress und RedDot exportieren. Die Metadaten dienen hauptsächlich zur Suche im Bildarchiv. Über die Verwendung von Embargo-Daten wird eine Lizenz-Verwaltung für urheberrechtlich geschütztes Material unterstützt.
Die verwalteten Dateien können katalogisiert und deren Verwendung kann festgelegt werden. Die Verschlagwortung erfolgt nach einer vorher festgelegten Taxonomie, die sich nach den internen Regeln der Organisation oder Industriestandards richtet. Es kann festgelegt werden, ob Dateien nur für bestimmte Zwecke oder nur von bestimmten Personengruppen genutzt werden dürfen. Das Verwaltungssystem beinhaltet eine Versionsverwaltung für die produktionsbegleitende Arbeit mit überarbeiteten Dateien. Über die Publikationsfunktion lassen sich die für die Distribution vorbereiteten Dateien über Links oder E-Mails direkt verteilen. Ebenfalls möglich ist auch der Zugriff von außen über die Web-Oberfläche „Cumulus Sites“, die einen Lesezugriff auf freigegebene Inhalte aus dem Katalog ermöglicht.
Es existieren verschiedene Varianten, beginnend mit der „Workgroup Archivserver“ bis hin zum „Enterprise Business Server“ für Großunternehmen. Die Server sind auf den Betriebssystemen Windows, Linux, macOS (Fat Binaries) und Solaris verfügbar, die Clients unter Windows und macOS. Sowohl Server als auch Client sind durch eine Java-basierte Plugin-Architektur erweiterbar. Seit der Version 7.0 gibt es eine Webanwendung, die auf Ajax basiert und eine eigenständige Benutzerschnittstelle hat. Für den Zugriff von mobilen Endgeräten auf den Cumulus-Katalog gibt es seit 2010 eine Applikation für Apple-Geräte auf Basis von iOS.

### Schnittstellen
Hauptaugenmerk der Cumulus-Plattform ist die Integration in andere Systeme und Dienste. Cumulus unterstützt laut Hersteller folgende Dienste:
- Content Management: WordPress, CoreMedia, FirstSpirit, Magnolia (CMS)[13]
- Produktinformationsmanagement-Systeme: myview, ViaMedici
- Video-Management: VideoManager
- Web-to-Print: CI-Book
- Enterprise-Resource-Planning & Enterprise-Content-Management: SAP, SharePoint
- Publishing: 1Publish, ChiliPublisher

## Sonstiges
Obwohl die Produktbezeichnung aus heutiger Sicht eine Cloud-Computing-Struktur nahelegt, war Cumulus anfangs eine On-Premises-Lösung. Seit 2013 existiert jedoch auch ein Cloud-basiertes Deployment für Cumulus.
Im Jahr 1993 wurde Cumulus vom MacUser Magazine mit dem Eddy-Award für das beste Publishing- und Grafikprogramm ausgezeichnet.
Im Jahr 2011 erhielt der Gründer und Chief Technical Officer von Canto, Thomas Schleu, den Creatasphere-Preis „DAMMY of the year“ für sein Verdienst um Cumulus und die Digital-Asset-Management-Branche.